# チャパエフスク

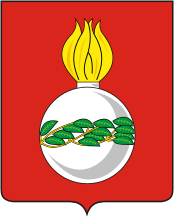
チャパエフスク市の紋章

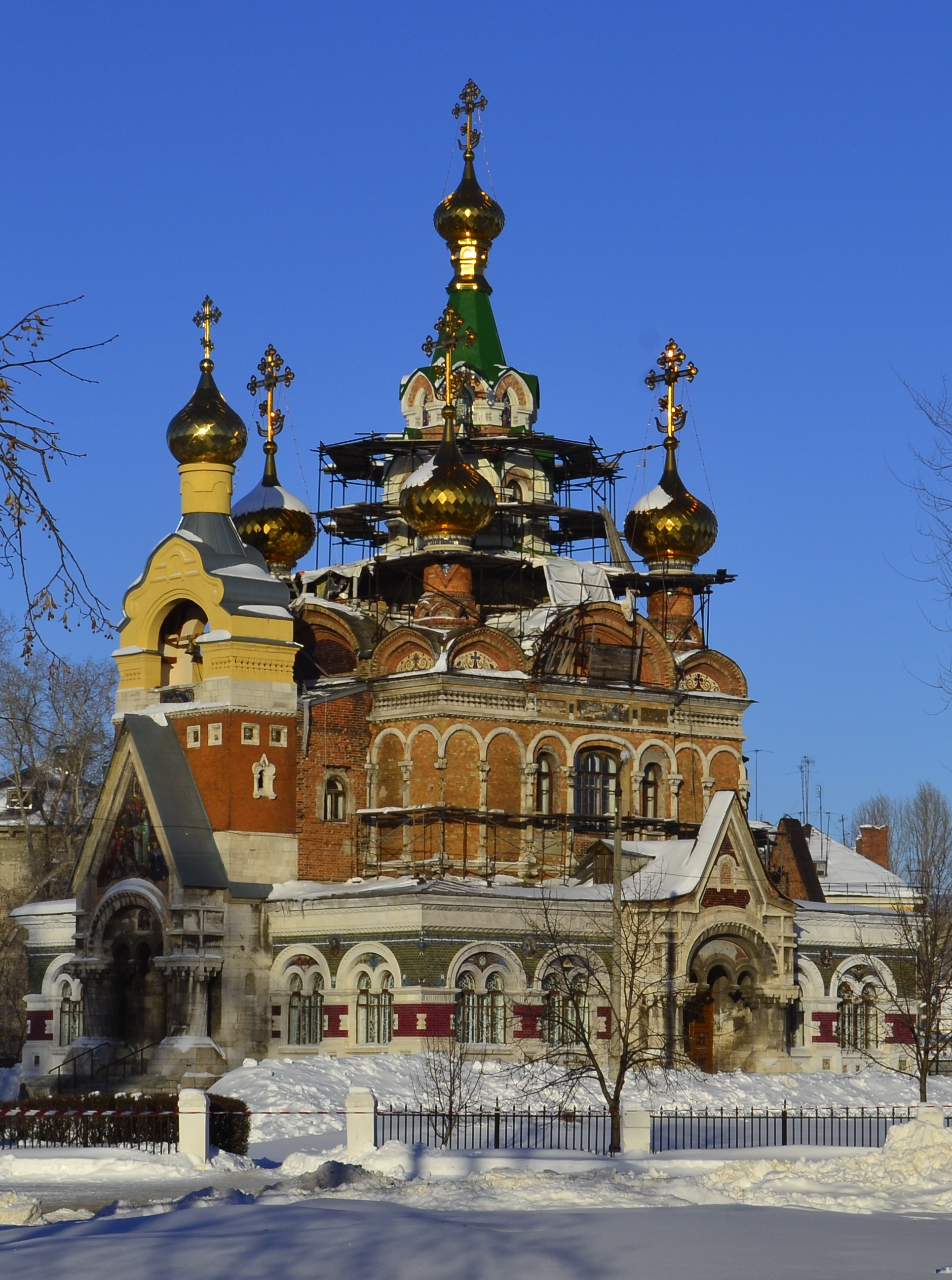
ラドネジの聖セルギイ聖堂

チャパエフスク（ロシア語: Чапа́евск, Chapayevsk）はロシアのサマラ州の都市。人口は7万236人（2021年）。ヴォルガ川の左岸（東側）にチャパイェフカ川が合流する地点に建つ。州都サマーラの南東40キロメートルに位置する。最寄りの町は、サマーラ市との中間に位置するノヴォクイビシェフスク市。
1927年まではイヴァシチェンコヴォ（Ivashchenkovo）、1927年から1929年まではトロツク（Trotsk）と称した。

## 歴史
この町の歴史は20世紀初頭の1909年に、ロシア軍がこの周辺に爆薬工場を作ったときにさかのぼる。2年後に化学兵器製造を主な目的とした化学工場も開業した。これ以来、この町の名前はロシアの化学兵器製造と切っても切れない関係を持つことになった。第一次世界大戦時には工場は拡張し、新工場も建設されたため、イヴァシチェンコヴォ労働者集落が誕生した。化学工場は赤軍の化学兵器のみならず、ヴェルサイユ条約で軍備を制限されたドイツ軍の化学兵器の開発・製造・試験も行った。1927年、集落は市の地位を得て、レフ・トロツキーを称えてトロツクという名に変わった。しかしわずか2年後、1929年には、ロシア内戦時の赤軍司令官の一人、ヴァシーリー・チャパエフの死後10周年を記念してチャパエフスクに変わった。

## 環境問題
チャパエフスクの主な工場は高分子化学工場で、20世紀半ばまではソ連軍の化学兵器製造に関与していた工場である。今日でもこの工場が町の環境の汚染源とみられている。子供の多くにみられる慢性の疾病、母乳に含まれるダイオキシン類の多さなどが指摘されてきた。1994年、国連の特別委員会はこの地域に対する調査を行い、チャパエフスクを環境災害地域であると宣言した。
2008年のモスクワ・クレムリンでの会合で、当時のチャパエフスクの市長は、現在の都市を封鎖して全住民を移転させることも考えていると述べた。
チャパエフスクでは高分子化学工場、化学肥料工場などのほか、ロシア各地から回収されてきた化学兵器を廃棄する化学兵器処分工場も稼働している。

## 出身者
- セルゲイ・アヴデエフ - 宇宙飛行士